# Johann Rudolf Schmid von Schwarzenhorn
Johann Rudolf Freiherr Schmid von Schwarzenhorn (geboren als Johann Rudolf Schmid 17. April 1590 in Stein am Rhein; gestorben 12. April 1667 in Wien) war ein Diplomat der Habsburger Monarchie.

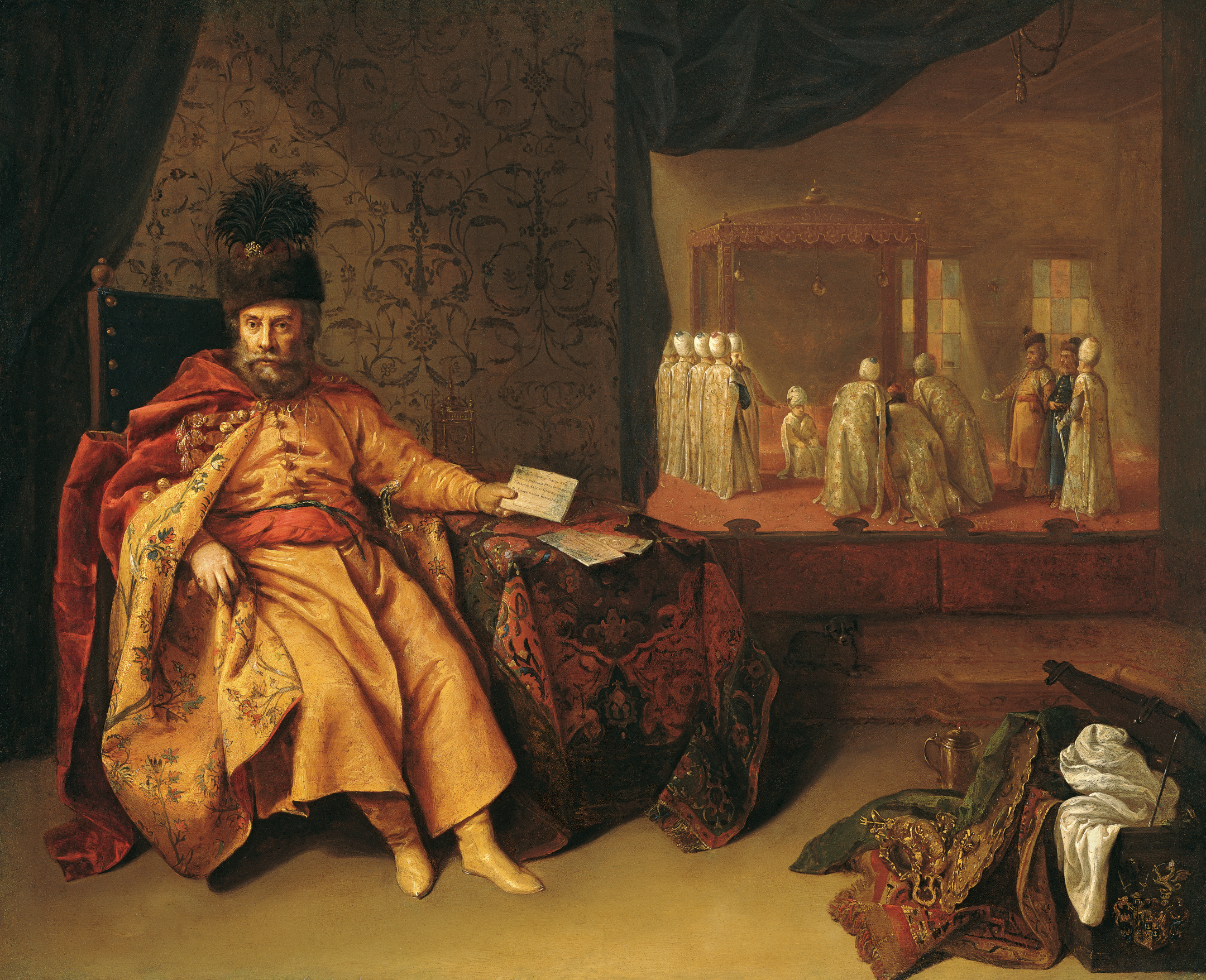
Jeronimus Joachims: Johann Rudolph Schmid mit dem kaiserlichen Schreiben an Sultan Mehmed IV. (1651)

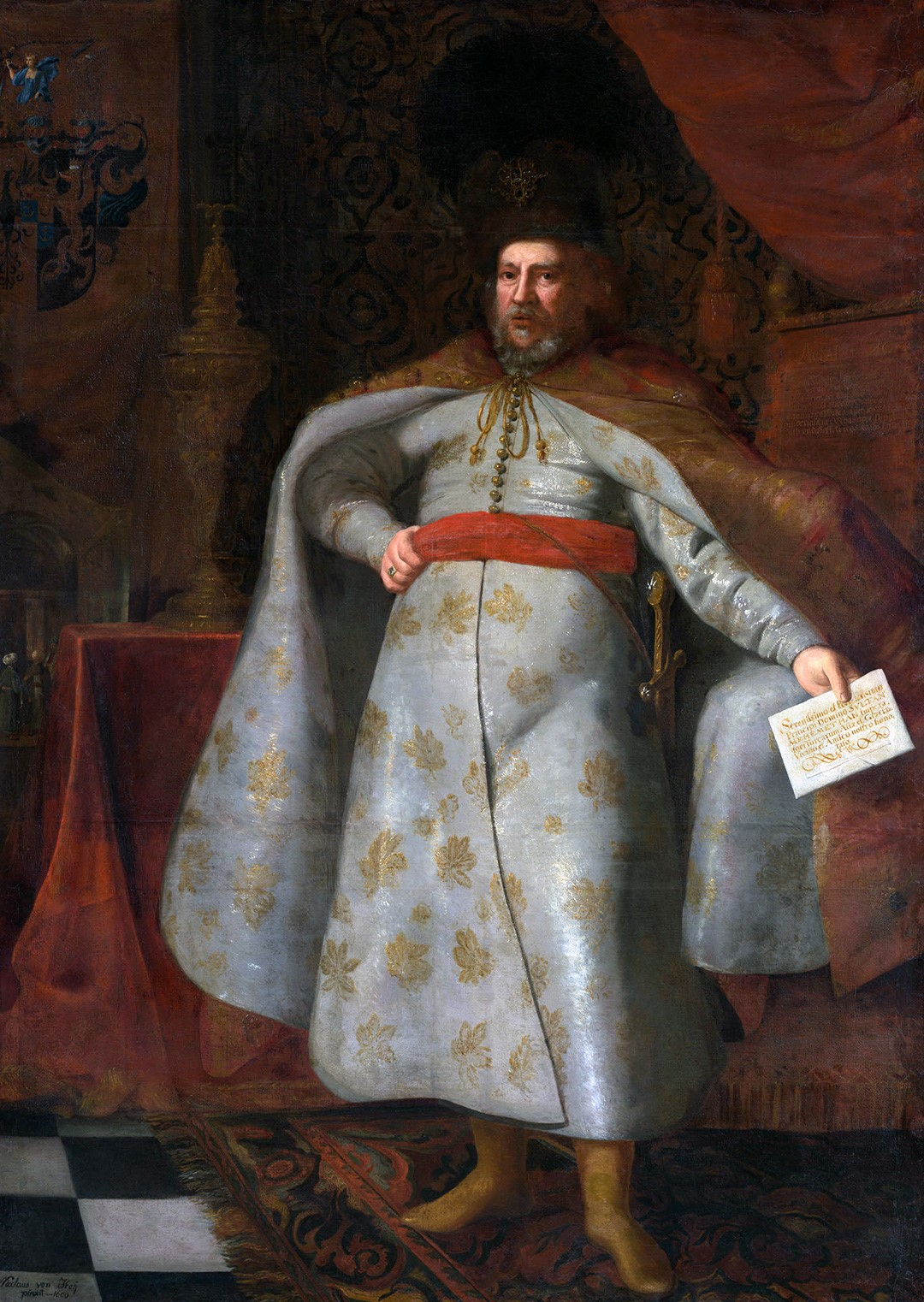
Nikolaus van Hoy: Schmid von Schwarzenhorn als Stifter (1660)

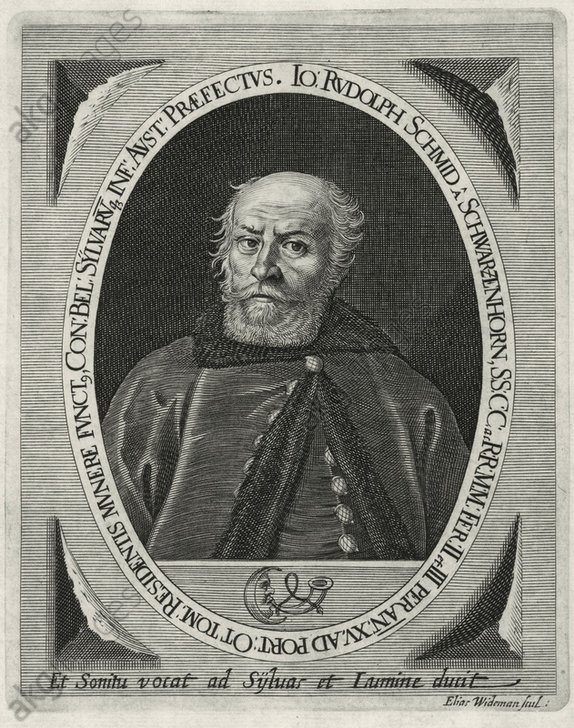
Elias Widemann: Johann Rudolph Schmid von Schwarzenhorn

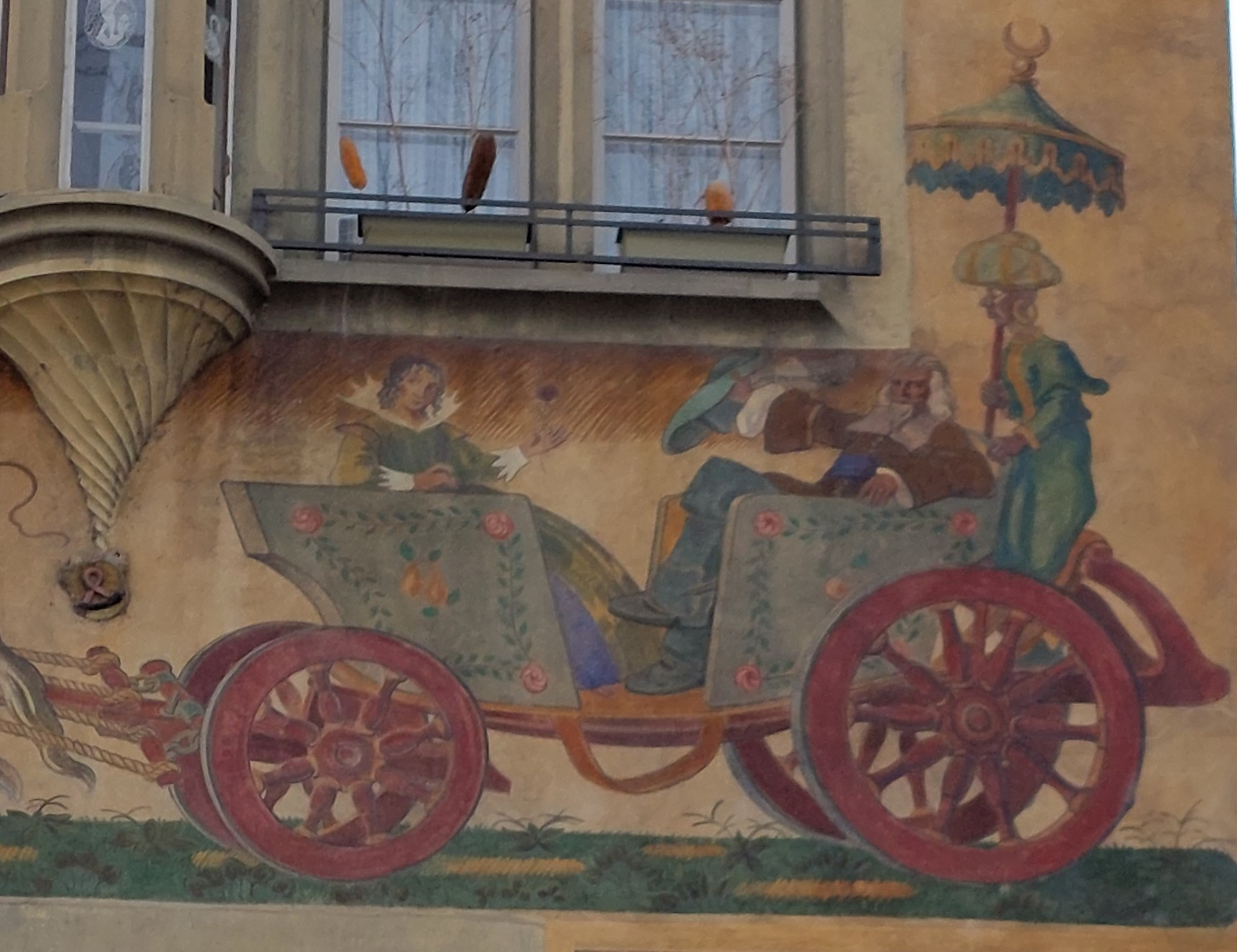
Fresko von August Schmid am Geburtshaus in Stein am Rhein (1914, Detail)

## Literatur

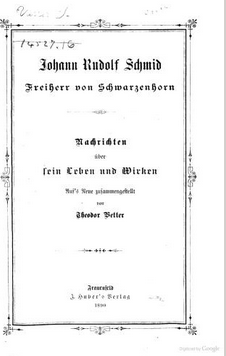
Theodor Vetter auch über den Dichter und Maler Schmid (1890)

## Leben
Johann Rudolf Schmid wurde am 21. April 1590 getauft, sein genaues Geburtsdatum ist nicht überliefert, sein Pate war Landgraf Rudolf von Sulz. Er war ein Sohn des adligen Felix Schmid und der Konstanzer Patrizierin Elisabetha Hürus, er hatte mehrere Geschwister. Sein Vater zählte als Ratsherr und Stadthauptmann in Stein am Rhein zur städtischen Aristokratie, ihm gehörte das Haus Zum schwarzen Horn am Rathausplatz. Die Stadt Stein am Rhein war mit Zürich politisch verbunden und gehörte zur Eidgenossenschaft. 
Schmid besuchte die Schule in Stein am Rhein. Nachdem sein Vater 1598 gestorben war, kam er in die Obhut eines habsburgischen Offiziers, mit dem er 1599 nach Verona zog, wo er seine Ausbildung im Zeichnen fortsetzte (er dilettierte später als Zeichner Istanbuler Ansichten). Als sein Ziehvater nach Kroatien in den Türkenkrieg zog, gehörte er zum Tross. 1606 geriet Schmid in osmanische Kriegsgefangenschaft und wurde nach Istanbul verschleppt. In der Sklaverei erlernte er die türkische Sprache. 1624 wurde er vom österreichischen Gesandten Johann Baptist Jacob Kurz von Senftenau freigekauft und wirkte bis 1629 in der österreichischen Diplomatie als Dolmetscher bei den Verhandlungen zwischen Österreich und dem Osmanischen Reich. Er stieg zum kaiserlichen Residenten in Istanbul auf, bis er 1644 nach Wien zurückkehrte und dort 1645 Helena Margareth Fellner von Feldegg, Tochter des Mathias von Feldegg, kaiserlicher Münzmeister, heiratete, sie hatten fünf Kinder, zwei Töchter überlebten die Kindheit.
Schmid wurde Mitglied des österreichischen Hofkriegsrats, dem er ab 1651 im Rang eines Direktors diente, und leitete die Ostpolitik. 1647 erfolgte seine Erhebung in den Adelsstand, 1650 als Freiherr Schmid von Schwarzenhorn, der Name in Anlehnung an das Elternhaus in Stein am Rhein. Zwischen 1648 und 1654 weilte Schmid von Schwarzenhorn erneut als diplomatischer Vertreter mit dem Titel Großbotschafter in Istanbul und verhinderte den Ausbruch neuer Feindseligkeiten.
Im Jahr 1660 bestimmte er einen Neffen zu seinem Namensnachfolger und vermachte seinem Heimatort ein Porträt seiner Person, einen silbervergoldeten Deckelpokal und ein Wappenbuch. In erneuter diplomatischer Mission bat Schmid von Schwarzenhorn Anfang 1664 den Vorort (Vorsitz) der Eidgenossenschaft um Einberufung einer ausserordentlichen Tagsatzung (Sitzung), welche daraufhin am 12. März in Baden stattfand und auf der die Zusage für die Lieferung von 1.000 Zentner Schiesspulver zur Unterstützung Kaiser Leopolds im Krieg gegen die Türken beschlossen wurde. Bei der Gelegenheit besuchte Schmid von Schwarzenhorn auch seinen Heimatort Stein am Rhein. Das Ereignis wurde 250 Jahre später auf der Fassade seines Elternhauses in einem Fresko festgehalten. 
Schmid von Schwarzenhorn war Mitglied der Fruchtbringenden Gesellschaft. Er schrieb Gedichte, malte und sammelte Kunstwerke. Er wurde in der Schottenkirche in Wien beigesetzt.